# Gestion par politique
La gestion par politique provient du monde des opérateurs télécoms et est un paradigme qui vise à industrialiser, automatiser à grande échelle la gestion de réseau en ayant plusieurs niveaux d’abstractions en partant de l’utilisateur qui voudrait que sa « visioconférence passe bien » jusqu’aux équipements sur lesquels on règlerait une qualité de service spécifique.

## Principe
Le réseau est organisé hiérarchiquement en nœuds, des nœuds spécifiques (Policy Decision Point, PDP) qui prennent en compte les spécifications et d’autres critères et diffusent ensuite leurs décisions à des autres nœuds (Policy Enforcement Point, PEP) qui appliquent les décisions en traduisant en langage technique.
La communication entre les PDP et les PEP se fait grâce au protocole COPS (Common Open Policy Service).
Le nœud de décision PDP prend en compte les critères qui se trouvent dans des serveurs :
- Le serveur de politiques, Policy Repository dans lequel les politiques sont stockées
- Bandwidth Broker, gestionnaire de bande passante, il a une vue globale sur les ressources allouées
- Mobility Broker, gestionnaire de mobilité, il permet de gérer la continuité de la qualité de service
- Security Broker, gestionnaire de sécurité qui comprend un serveur AAA  pour gérer le contrôle d’accès (au moment de la connexion au réseau) et également la sécurité des informations transportées sur le réseau.
- Billing, serveur de facturation, gère la facturation du service procuré

Il y a deux modèles de gestion et de contrôle par politique, l’outsourcing et le provisioning.
L’outsourcing consiste à ce que les clients via les nœuds d’application des politiques (PEP) demandent aux nœuds de décision (PDP) s’ils peuvent utiliser le réseau, généralement via une demande RSVP  (RSVP entre le client et le PEP, COPS entre le PEP et le PDP), le PDP visé répond et autorise ou non la connexion.
Le provisioning : le client négocie avec l’opérateur un Service Level Agreement (SLA) qui indique en langage non technique la qualité de service désirée, ce SLA se traduit en spécification technique (Service Level Specification, SLS) qui est stocké dans le Policy Repository et qui sera lu par le PDP lors de la demande de connexion du client.

## Sources
Les Réseaux, édition 2005 (Guy Pujolle, Olivier Salvatori, Jacques Nozick)  (ISBN 978-2212114379)
Pratique de la gestion de réseau - Solutions de contrôle et de supervision d'équipements réseau pour les entreprises et les opérateurs télécoms (Nazim Agoulmine et Omar Cherkaoui)  (ISBN 978-2212112597)